# خوليو فالنتين غونزاليس
خوليو فالنتين غونزاليس (بالإسبانية: Julio Valentín González)‏ هو لاعب كرة قدم باراغواياني في مركز الهجوم، ولد في 26 أغسطس 1981 في أسونسيون في باراغواي. شارك مع منتخب باراغواي الأولمبي لكرة القدم ومنتخب باراغواي لكرة القدم. أما مع النوادي، فقد لعب مع بريزيدينتي هاييس ونادي غواراني ونادي فيتشينزا وناسيونال أسونسيون وهوراكان.

## وصلات خارجية
- خوليو فالنتين غونزاليس على موقع الاتحاد الدولي (مؤرشف)  (الإنجليزية)
- خوليو فالنتين غونزاليس على موقع قاعدة بيانات كرة القدم.إي يو (الإنجليزية)
- خوليو فالنتين غونزاليس على موقع ناشيونال فوتبول تيمز (الإنجليزية)
- خوليو فالنتين غونزاليس على موقع Soccerway.com (الإنجليزية)
- خوليو فالنتين غونزاليس على موقع أوليمبيديا (الإنجليزية)